# Terremoto de Sikkim de 2011
El terremoto de Sikkim de 2011 fue un movimiento telúrico de 6,9 grados en la escala sismológica de magnitud de momento ocurrido a las 18:10 (hora local), (12:40:48 UTC) del 18 de septiembre de 2011 cerca de la frontera entre el estado de Sikkim y Nepal, exactamente a 68 km al noroeste de la ciudad de Gangtok, en la localidad de Mangan. El movimiento tuvo una profundidad de 19,7 kilómetros y su epicentro fue la región de Sikkim al norte del país.
El sismo se sintió en todo el noreste de India (además de Sikkim, en los estados de Patna, Uttar Pradesh y Bengala Occidental), Nepal, Bután, Bangladés y el sur del Tíbet. Ocurrió pocos días después de un sismo de 4.2Mw percibido en Haryana y Nueva Delhi.

## Antecedentes
El sismo ocurrió en la región montañosa de Sikkim, colindante a los Himalaya. En la región se registra una intensa actividad sísmica, pues se encuentra sobre la confluencia de la placas tectónicas euroasiática con la índica, que se desliza bajo la primera a un ritmo de 2 a 2,5 centímetros anuales.
En la última década ha habido dos grandes terremotos asociados a la presión de la placa índica: uno en la región occidental india de Guyarat en 2001, y otro que causó unos 75.000 muertos en el territorio de Cachemira, repartido entre la India y Pakistán.

## Daños y víctimas
El terremoto remeció una región montañosa aunque muy populosa cercana a la frontera Sikkim–Nepal; la mayoría de las estructuras eran altamente vulnerables a daños por movimientos sísmicos. Decenas de miles de residentes fueron evacuados de sus hogares, y muchas áreas sufrieron cortes de electricidad y telecomunicaciones. El fuerte movimiento produjo colapsos de algunos edificios y flujos de lodo. Como el terremoto ocurrió en temporada monzónica, las fuertes precipitaciones y aluviones hicieron que las labores de rescate fueran más complejas.

### India
India fue la más afectada con al menos 68 personas fallecidas, de las cuales 50 eran habitantes del estado de Sikkim. Al menos 6 personas murieron en Bihar, mientras que se reportaron 12 muertes en Bengala Occidental. El suministro eléctrico fue interrumpido en áreas cercanas a Sikkim, incluyendo los distritos de Darjeeling, Jalpaiguri y Cooch Behar; los apagones fueron producidos, en parte, por los daños en la subestación eléctrica de Siliguri. El abastecimiento de agua potable también estuvo interrumpido en Sikkim. La Autopista Nacional 31, principal carretera que une Sikkim con el resto de la India, resultó con daños. Según distintos medios indios, en el norte de Sikkim muchos lugareños continúan durmiendo a la intemperie o congregados en recintos públicos, debido a los daños que han sufrido sus viviendas.
Diez de los fallecidos eran obreros del proyecto hidroeléctrico que se construía en el río Tista.

### Nepal
En la capital, Katmandú, los daños fueron de menos importancia. La magnitud del sismo fue de 5.8 Mw en la región. No obstante, se reportaron 11 muertos en el país, de los cuales tres personas fallecieron tras derrumbarse un muro de la Embajada del Reino Unido. El efecto fue más serio en la región oriental de Nepal, más cercana al epicentro. Sunsari experimentó cortes de electricidad y las líneas telefónicas colapsaron. Dos personas murieron en la ciudad oriental de Dharan.

### Bangladés
El terremoto fue fuertemente percibido en el norte del país. También se sintió en Daca, Sylhet, Faridpur, Bogra e incluso en la ciudad costera de Chittagong. La gente escapó atemorizada de sus casas y lugares de trabajo, pero los únicos daños materiales fueron grietas en algunos edificios; no se reportararon víctimas fatales. Las comunicaciones por telefonía celular estuvieron interrumpidas por algunos minutos durante el terremoto.

### China
En Tíbet, se reportaron derrumbes de inmuebles en los condados de Yadong, Dinggyê y Gamba. 7 personas fallecieron en Yadong. El servicio telefónico estuvo interrumpido en el condado de Yadong.

### Bután
En Bután no se reportaron víctimas fatales; solamente se registraron grietas en muros y techos interiores en viviendas en las localidades de Wangthangkha, Lango y Paro. También se informó de deslizamientos de tierra cerca del cruce del puente Isuna entre Paro y la capital, Timbu, y rodados en el puente de Chundzom.

## Réplicas
Veinte minutos después del movimiento principal, se reportaron dos fuertes réplicas, las cuales alcanzaron magnitudes de 6,1 grados, 5,1 grados, 4,6 grados y 4,8 grados según el Servicio Geológico de los Estados Unidos.